# Encoelia petrakii
Encoelia petrakii är en svampart som beskrevs av Gremmen 1957. Encoelia petrakii ingår i släktet Encoelia och familjen Sclerotiniaceae.   Inga underarter finns listade i Catalogue of Life.